# Mandatory (azienda)
Mandatory (precedentemente CraveOnline Media) è un sito web di lifestyle con sede a Los Angeles e uffici vendite a New York, Chicago e San Francisco. Il sito è di proprietà della società di media Evolve Media, LLC. Mandatory concentra i suoi contenuti sul pubblico maschile, ma si è diversificata in contenuti per tutti; possiede nove siti web e ha stretto partnership con altri, producendo vari contenuti per ogni sito. Al febbraio 2021, è disponibile solo in inglese.

## Siti web di proprietà o associati
- Film e TV: ComingSoon.net,[4] SuperHeroHype.com, ShockTillYouDrop.com
- Videogiochi: ActionTrip, GameRevolution, PlayStation LifeStyle.[senza fonte]
- Sport: HockeysFuture.com, Sherdog, WrestleZone.[5]